# Області України
Область — назва однієї з 25 адміністративних одиниць України, утворених з метою здійснення державної політики щодо збалансованого розвитку територій.  Україна є унітарною державою, тому області  мають юридичну компетенцію, визначену Конституцією України та законом.  
Кожна адміністративно-територіальна одиниця має територію та межі, що встановлюються відповідно до  Закону Про територіальний устрій України. Кожна область має свій обласний центр. Назви областей встановлюються Конституцією України. 21 області України  названо за назвою свого центру. Волинська має центр Луцьк, Закарпатська — центр Ужгород, Кіровоградська — центр Кропивницький. За площею найбільша область України є  Одеська область, а найменша — Чернівецька область. 
Області поділяються на райони (від 3 до 8 районів в області).

## Список областей
1. АР Крим: (кримськотат: Qırım Muhtar Cumhuriyeti, Кирим Мухтар Джумхурієті) представницьким органом Автономної Республіки Крим є Верховна рада Автономної Республіки Крим. ВР АРК у межах своїх повноважень приймає рішення та ухвалює постанови, які є обов'язковими для виконання в АР Крим. Урядом АРК є Рада міністрів Автономної Республіки Крим. Голова Ради міністрів АРК призначається на посаду і звільняється з посади Верховною Радою АРК за погодженням із Президентом України. Повноваження, порядок формування і діяльності Верховної Ради Автономної Республіки Крим і Ради міністрів Автономної Республіки Крим визначаються Конституцією України і законами України, нормативно-правовими актами Верховної Ради Автономної Республіки Крим з питань, віднесених до її компетенції. Правосуддя в Автономній Республіці Крим здійснюється судами, що належать до єдиної системи судів України; центр —  Сімферополь.
2. Вінницька: утворена 27.02.1932 (Вінницький, Гайсинський, Жмеринський, Могилів-Подільський, Тульчинський, Хмільницький) частини ввійшли до Київської (1932), Житомирської, Кам'янець-Подільської (1937) і Черкаської (1954), приєднана частина Київської (1937); центр — Вінниця
3. Волинська: утворена 4.12.1939 (Володимирський, Камінь-Каширський, Ковельський, Луцький); центр — Луцьк
4. Дніпропетровська (розм. Дніпропетровщина, Січеславщина): утворена 27.02.1932; частини ввійшли до Донецької (1932), Миколаївської (1937) і Запорізької (1939); центр — Дніпро
5. Донецька: утворена 17.07.1932 з частин Дніпропетровської і Харківської, у 1938 році розділена на Сталінську і Ворошиловградську; з 3.06.1938 по 9.11.1961 — Сталінська; центр — Донецьк (до 22.07.1932 — Артемівськ)
6. Житомирська: утворена 22.09.1937 з частин Вінницької та Київської; центр — Житомир
7. Закарпатська: утворена 22.01.1946 з території Закарпатської України; центр — Ужгород
8. Запорізька: утворена 10.01.1939 з частин Дніпропетровської і Миколаївської; частина ввійшла до Херсонської (1944); центр — Запоріжжя
9. Івано-Франківська: утворена 4.12.1939 з Городенківського, Долинського, Калуського, Коломийського, Косівського, Надвірнянського, Рогатинського, Снятинського, Станіславського і Тлумацького повітів; до 9.11.1962 — Станіславська; центр — Івано-Франківськ
10. Київська: утворена 27.02.1932; частини передані до Харківської, Чернігівської (1932), Вінницької, Житомирської, Полтавської (1937), Кіровоградської (1939) і Черкаської (1954) областей, Київської міськради (1937, 1988), приєднані частини Вінницької (1932), Полтавської (1954) і Чернігівської (1987) областей; центр — Київ
11. Кіровоградська: утворена 10.01.1939 з частин Київської, Миколаївської, Одеської і Полтавської; частина ввійшла до Черкаської (1954), приєднана частина Одеської (1954); центр — Кропивницький
12. Луганська: утворена 3.06.1938 з частини Донецької; з 3.06.1938 по 5.03.1958 і з 5.01.1970 по 4.05.1990 називалась Ворошиловградською; центр — Луганськ
13. Львівська: утворена 4.12.1939 з Бібрківського, Бродського, Городоцького, Жолкевського, Золочівського, Кам'янського, Львівського, Любачівського, Перемишлянського, Рава-Руського, Радехівського, Сокальського, Яворівського повітів; частина території відійшла до Польщі (1944), приєднані частина території Польщі (1951), Дрогобицька область (1959); центр — Львів
14. Миколаївська: утворена 22.09.1937 з частин Дніпропетровської та Одеської; частини ввійшли до Запорізької і Кіровоградської (1939), Херсонської (1944), приєднані частини Одеської області (1944, 1954); центр — Миколаїв
15. Одеська: утворена 27.02.1932; частини передані до Миколаївської (1937, 1944, 1954) і Кіровоградської (1939, 1954), приєднані частина Молдавської АРСР (1940) та Ізмаїльська область (1954); центр — Одеса
16. Полтавська: утворена 22.09.1937 з частин Київської і Харківської; частини передані до Кіровоградської і Сумської (1939), Київської і Черкаської (1954); центр — Полтава
17. Рівненська: утворена 4.12.1939 з Дубенського, Здолбунівського, Костопільського, Ровенського і Сарненського повітів; до 11.06.1991 — Ровенська; центр — Рівне
18. Сумська: утворена 10.01.1939 з частин Полтавської, Харківської і Чернігівської, частина відійшла до Чернігівської (1965); центр — Суми
19. Тернопільська: утворена 4.12.1939 з Бережанського, Борщівського, Бучацького, Заліщицького, Збаразького, Зборівського, Капачинського, Кременецького, Підгаєцького, Скалатського, Тарнопольского, Трембовлянського і Чортківського повітів; до 9.08.1944 — Тарнопольська; центр — Тернопіль
20. Харківська: утворена 27.02.1932; частини ввійшли до Донецької і Чернігівської (1932), Полтавської (1937) і Сумської (1939), приєднана частина Київської області (1932); центр — Харків
21. Херсонська: утворена 30.03.1944 з частин Запорізької та Миколаївської; центр — Херсон
22. Хмельницька: утворена 22.09.1937 з частини Вінницької; до 4.02.1954 — Кам'янець-Подільська; центр — Хмельницький (до травня 1941 року — Кам'янець-Подільський)
23. Черкаська: утворена 7.01.1954 з частин Вінницької, Київської, Кіровоградської і Полтавської; центр — Черкаси
24. Чернівецька: утворена 7.08.1940 з територій Північної Буковини і північної частини Бессарабії; центр — Чернівці
25. Чернігівська: утворена 15.10.1932 з частин Київської і Харківської; частини передані до Сумської (1939) і Київської (1987), приєднаний Талалаївський район Сумської області (1965); центр — Чернігів

## Загальні відомості
За площею найбільша область України є  Одеська область (33 310 км2), а найменша  - Чернівецька область (8 097 км2). 
Автономна Республіка Крим, Дніпропетровська, Запорізька, Кіровоградська, Миколаївська, Полтавська,Тернопільська,  Херсонська, Хмельницька, Черкаська, області не межують з іншими країнами. Закарпатська область має вихід до кордонів чотирьох країн. 
Автономна Республіка Крим,  Донецька,  Запорізька, Миколаївська, Одеська, Херсонська області мають вихід до морів.
На території Кіровоградської області  на околиці селища міського типу Добровеличківка розташований  геометричний центр України. В Черкаській області на північній околиці села Мар'янівка  розташовано географічний центр України.
Основні соціально-економічні показники (2020 рік)
|                           | Чисельність наявного населення на 1 січня 2021 року, тис. осіб | Кількість зайнятого населення віком 15-70 років, тис. осіб | Наявний дохід населення у розрахунку на одну особу, грн | Витрати населення у розрахунку на одну особу, грн |
| ------------------------- | -------------------------------------------------------------- | ---------------------------------------------------------- | ------------------------------------------------------- | ------------------------------------------------- |
| Україна                   | 41588,4                                                        | 15915,3                                                    | 73355                                                   | 95566                                             |
| Автономна Республіка Крим | …                                                              | …                                                          | …                                                       | …                                                 |
| області                   |                                                                |                                                            |                                                         |                                                   |
| Вінницька                 | 1529,1                                                         | 634,9                                                      | 70691                                                   | 88968                                             |
| Волинська                 | 1027,4                                                         | 364,1                                                      | 56603                                                   | 75360                                             |
| Дніпропетровська          | 3142,0                                                         | 1367,8                                                     | 92083                                                   | 112647                                            |
| Донецька                  | 4100,3                                                         | 713,7                                                      | 41662                                                   | 39422                                             |
| Житомирська               | 1195,5                                                         | 489,3                                                      | 67187                                                   | 83768                                             |
| Закарпатська              | 1250,1                                                         | 492,7                                                      | 51073                                                   | 74403                                             |
| Запорізька                | 1666,5                                                         | 707,3                                                      | 81949                                                   | 99900                                             |
| Івано-Франківська         | 1361,1                                                         | 548,8                                                      | 60276                                                   | 76786                                             |
| Київська                  | 1788,5                                                         | 755,7                                                      | 79263                                                   | 139404                                            |
| Кіровоградська            | 920,1                                                          | 362,0                                                      | 63472                                                   | 83807                                             |
| Луганська                 | 2121,3                                                         | 287,1                                                      | 26714                                                   | 24518                                             |
| Львівська                 | 2497,8                                                         | 1038,9                                                     | 71150                                                   | 95914                                             |
| Миколаївська              | 1108,4                                                         | 479,7                                                      | 68289                                                   | 85442                                             |
| Одеська                   | 2368,1                                                         | 991,2                                                      | 80164                                                   | 108381                                            |
| Полтавська                | 1371,5                                                         | 566,2                                                      | 77547                                                   | 97883                                             |
| Рівненська                | 1148,5                                                         | 465,8                                                      | 58814                                                   | 77440                                             |
| Сумська                   | 1053,5                                                         | 459,9                                                      | 71117                                                   | 81658                                             |
| Тернопільська             | 1030,6                                                         | 398,4                                                      | 55570                                                   | 72060                                             |
| Харківська                | 2633,8                                                         | 1208,5                                                     | 73218                                                   | 115022                                            |
| Херсонська                | 1016,7                                                         | 434,5                                                      | 63073                                                   | 83247                                             |
| Хмельницька               | 1243,8                                                         | 505,0                                                      | 64824                                                   | 88806                                             |
| Черкаська                 | 1178,3                                                         | 504,5                                                      | 64254                                                   | 88993                                             |
| Чернівецька               | 896,6                                                          | 376,5                                                      | 53875                                                   | 78940                                             |
| Чернігівська              | 976,7                                                          | 411,3                                                      | 64933                                                   | 84056                                             |

## Колишні області
- Ізмаїльська область
- Дрогобицька область
- Кримська область